# Östers IF
Der Östers IF, kurz auch Öster, ist ein schwedischer Fußballverein aus Växjö. Der Verein hat auch Sektionen im Eishockey und im Bowling. Östers IF wurde viermal schwedischer Fußballmeister und spielte von 2014 bis 2016 in der drittklassigen Division 1 Södra. Zur Saison 2017 stieg Östers IF als Meister in die zweitklassige Superettan auf, seit 2025 spielt der Verein wieder in der 1. Liga, der Fotbollsallsvenskan.

## Geschichte
Der Verein wurde 1930 gegründet. In den Jahren bis zum Ende des Zweiten Weltkriegs spielte der Klub stets unterklassig. Während der 43-jährigen Präsidentschaft des auch "Mister Öster" genannten Stig Svensson von 1946 bis 1989 setzte eine kontinuierliche Entwicklung ein. 1947 gelang der Aufstieg in die Drittklassigkeit. 1958 stieg Östers IF erstmals in die zweite schwedische Spielklasse auf. Nachdem die Mannschaft 1961 bei ihren ersten Qualifikationsspielen für die Fotbollsallsvenskan glücklos geblieben war, gelang 1967 der Aufstieg. Gleich im ersten Jahr in der höchsten Spielklasse konnte man den Titel gewinnen. Im Europapokal der Landesmeister 1969/70 scheiterte Östers IF bereits in der ersten Runde mit 0:1 und 1:2 am AC Florenz.
Östers Tommy Svensson wurde 1969 mit dem Guldbollen als Schwedens Fußballer des Jahres ausgezeichnet. Er gehörte bei der Fußball-Weltmeisterschaft 1970 dem schwedischen Kader an. Bei der Fußball-Weltmeisterschaft 1974 standen die Östers-Spieler Göran Hagberg, Björn Andersson und Inge Ejderstedt im schwedischen Aufgebot. Jan "Lill-Damma" Mattsson war von 1973 bis 1975 dreimal in Folge Torschützenkönig der Allsvenskan und erzielte insgesamt 123 Tore für Öster.
Trotz prominenter Spieler im Kader konnten zunächst keine weitere Titel gewonnen werden. Erst Mitte der 1970er Jahre begann eine neue Erfolgsperiode. Im UEFA-Pokal 1974/75 schied Öster nach einem 3:2 im Heimspiel und einer 1:2-Niederlage bei Dynamo Moskau aufgrund der Auswärtstorregel bereits in der ersten Runde aus. In der folgenden Saison erreichte Öster die zweite Runde des UEFA-Pokals. Nach einem 1:0 im Hinspiel gegen AS Rom unterlag Öster im Rückspiel mit 0:2. Im UEFA-Pokal 1976/77 rückte Östers IF in die dritte Runde vor und traf auf den FC Barcelona mit Johan Cruyff. Die Partien wurden mit 0:3 und 1:5 verloren. 1977 gewann Öster den nationalen Pokalwettbewerb und 1978 unter Trainer Lars Arnesson die zweite schwedische Meisterschaft. Im Europapokal der Landesmeister 1979/80 schied Östers IF gegen Titelverteidiger Nottingham Forest mit 0:2 und 1:1 in der ersten Runde aus. Es folgten die Meisterschaften 1980 und 1981 mit Bosse Johansson als Trainer. Im Europapokal der Landesmeister 1981/82 kam Öster gegen Bayern München nach zwei Niederlagen mit 0:1 und 0:5 erneut nicht über die erste Runde hinaus. 1982/83 war der Wettbewerb für Öster nach einem 0:2 und 1:0 gegen Olympiakos Piräus zum vierten Mal nach der ersten Runde beendet. Zu dieser Zeit spielten unter anderem Thomas Ravelli, sein Zwillingsbruder Andreas Ravelli, Peter Nilsson und Peter Truedsson für den Verein.
1983 wurde die Damenmannschaft Östers IF-Damm gegründet.
Nachdem der Verein 1988 abgestiegen war, erreichte er 1990 wieder die Allsvenskan. In den folgenden Jahren wurde Östers IF zu einer Fahrstuhlmannschaft zwischen 1. und 2. Liga, bis in der Spielzeit 2007 der Abstieg in die drittklassige Division 1 folgte. 2008 wurde die Rückkehr in die Zweitklassigkeit erst im Aufstiegsspiel verpasst, als sich Jönköpings Södra IF mit einem 3:0-Sieg durchsetzen konnte. 2009 gelang Öster dann zunächst der Wiederaufstieg in die Superettan und 2012 die Rückkehr in die Allsvenskan, aus der sie jedoch in der Folgesaison 2013 als Vorletzter wieder abstiegen. 2016 wurde Öster Meister der Division 1 Södra und stieg wieder in die zweite Liga auf.
Seit 2012 trägt Östers IF seine Heimspiele in der Visma Arena aus, die umgerechnet ca. 19 Mio. € gekostet hat und Platz für 12 000 Zuschauer bietet. Das Eröffnungsspiel fand am 3. September gegen den IFK Värnamo statt.

## Erfolge
- Schwedischer Meister (4): 1968, 1978, 1980, 1981
- Schwedischer Pokalsieger (1): 1977

## Trainer (Auswahl)
- Bertil Bäckvall (1958–1963)
- Bengt Gustavsson (1973–1974)
- Gunnar Nordahl (1975–1976)
- Lars "Laban" Arnesson (1977–1980)
- Bo Johansson (1980–1982)
- Leif Widén (1982–1985)
- Bo Johansson (1986–1988)
- Peo Bild (1988–1989)
- Hans Backe (1989–1994)
- Nanne Bergstrand (1994–1996)
- Andreas Ravelli (1997–1998)
- Bo Axberg (1998)
- Jan Mattsson (1998–2001)
- Lars Jacobsson (2005–2006)
- Andreas Ottosson (2009–2010)
- Ludwig Ernstsson (2010)
- Roar Hansen (2011–2012)
- Andreas Thomsson (2013)
- Roberth Björknesjö (2013–2014)
- Thomas Askebrand (2015–2017)
- Christian Järdler (2018–2019)
- Denis Velić (2019–2021)
- Srdjan Tufegdzic (2022–2023)
- Martin Foyston (2024–)

## Spieler (Auswahl)
- Tommy Svensson (1964–1971, 1973–1977)
- Inge Ejderstedt (1967–1970, 1974–1976)
- Jan Mattsson (1969–1975, 1981–1984)
- Göran Hagberg (1969–1979)
- Björn Andersson (1970–1974, 1977–1979)
- Andreas Ravelli (1977–1987, 1991–1992)
- Thomas Ravelli (19??–1978) Jugend, (1978–1988, 1999) Spieler, Rekordnationalspieler mit 143 Länderspiele für Schweden.
- Peter Nilsson (1978–1981)
- Peter Truedsson (1981–1988)
- Peter Wibrån (19??–1987) Jugend, (2003–2007) Spieler,
- Freddy Borg (2005–2011)